# Mesosa pieli
Mesosa pieli là một loài bọ cánh cứng trong họ Cerambycidae.